# Difosfat de farnesil
El difosfat de farnesil (antigament anomenat pirofosfat de farnesil) o és compost orgànic un intermedi de la ruta del mevalonat en la biosíntesi de terpens, terpenoides i esterols, essent el precursor dels sesquiterpens, els triterpens o els esteroides (entre els quals destaca el colesterol).

## Biosíntesi
La farnesil pirofosfat sintasa (una prenil transferasa) catalitza les reaccions de condensació seqüencials de difosfat de dimetilal·lil amb dues unitats de 3-isopentenilfosfosfat per formar el difosfat de farnesil, tal com es mostra en les següents etapes:
- El difosfat de dimetilal·lil reacciona amb el pirofosfat de 3-isopentenil per formar difosfat de geranil:

- Seguidament, el difosfat de geranil reacciona amb una altra molècula de difosfat de 3-isopentenil per formar el difosfat de farnesil:

## Compostos relacionats
- Farnesè
- Farnesol
- Geranil pirofosfat